# 九带无线鳎
九带无线鳎（学名：Symphurus novemfasciatus）为輻鰭魚綱鰈形目鰨亞目舌鳎科无线鳎属的鱼类，俗名九带鞋底鱼，為亞熱帶海水魚，分布于仅见于台湾西南部海区、很罕见等，棲息在底層水域，生活習性不明。该物种的模式产地在台湾东港。

## 扩展阅读
維基物種上的相關：九带无线鳎